# Glacis

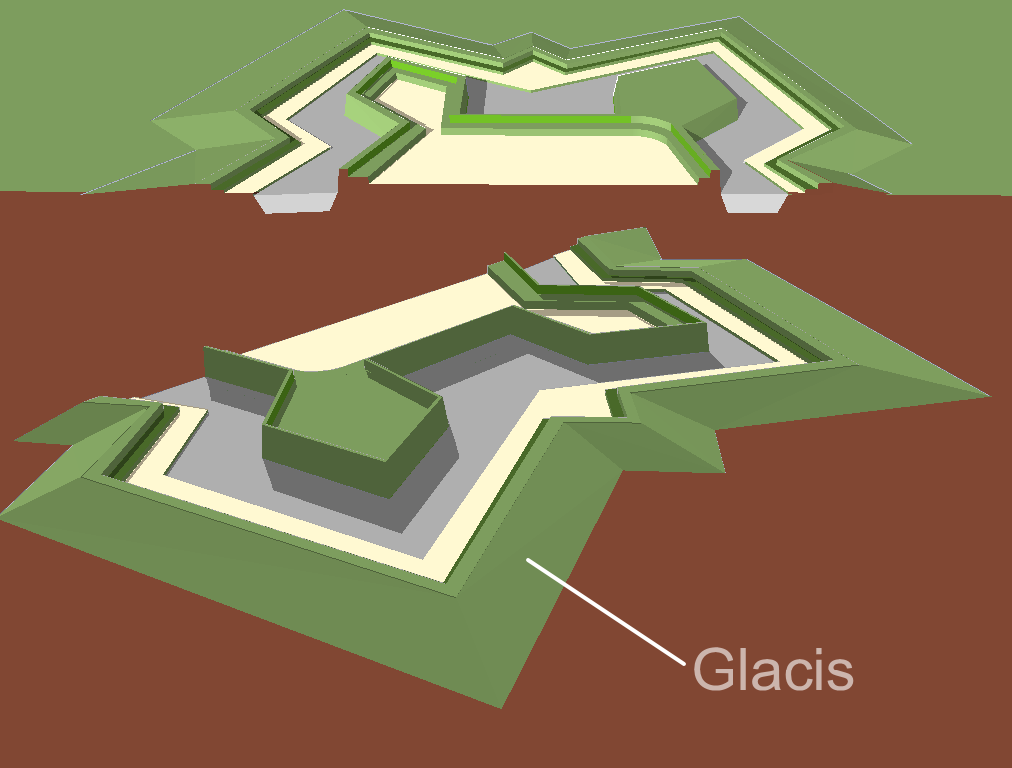
Glacis, componentă a unei fortificaţii militare

Glacisul este o formă pozitivă de relief aflată în pantă, ce este poziționată la contactul dintre o zonă înaltă și una joasă. Aceasta rezultă ca urmare a acumulării de materialelor care au provenit din scurgerile de pantă (îngemănarea și juxtapunerea conurilor de dejecție, deplasarea gravitațională a terenului sau a nivelării erozionale – în cazul unui pediment.
Glacis poate reprezenta de asemenea o componentă a unui sistem militar de apărare, constând într-o pantă artificială de pământ în jurul unei fortificații. Scopul său este acela de a împiedica înaintarea trupelor atacatoare pentru cât mai mult timp posibil. Apărătorii fortificației au astfel o țintă mai bună, vizibilă, împotriva atacatorilor.